# Jacques de Chateauvieux
Pour les articles homonymes, voir Chateauvieux.
Jacques d'Armand de Chateauvieux est un homme d'affaires français né le 13 février 1951 à Saint-Denis-de-la-Réunion. Président-directeur général de Bourbon depuis 1979, il reste président du conseil d'administration mais n'est plus directeur général de Bourbon depuis le 1er janvier 2011. D'avril 2005 à 2010, il est membre du conseil de surveillance d'Axa, qu'il a présidé d'avril 2008 à avril 2010. Il est, en 2013, la 64e fortune de France avec plus de 800 millions d'euros.

## Biographie
Jacques de Chateauvieux est le troisième fils d'une famille de Gros Blancs de l'île de La Réunion. Son père, Joseph de Chateauvieux, est le cofondateur du groupe qu'il dirige aujourd'hui avec une autre famille réunionnaise, les Hugot. Son frère Henri a été pilote d'avion sur plusieurs compagnies avant de travailler pour Air France jusqu'au mois d'août 2007, date de son départ à la retraite. Avec sa femme, Caroline de David-Beauregard, Jacques de Chateauvieux a eu cinq filles et un garçon.
Il a étudié à l'Institut supérieur de gestion et est titulaire d'un master de l'université Columbia. Puis, il travaille au Boston Consulting Group avant de revenir dans son île et d'y devenir un éphémère conseiller général au Palais de la Source. Il a également été membre du conseil régional de La Réunion.
Il annoncera finalement en septembre 1987 son installation à Paris, où il noue des contacts avec l'Opus Dei. En 1996, d'après Le Point, il en est membre et ne cache pas cette appartenance. En 2000, L'Express soutient qu'on le dit toujours proche du mouvement,.
Lien de parenté avec :
- Joseph Antoine Sosthènes d'Armand de Chateauvieux, arrière-arrière grand-père ;
- Marie-Thérèse de Chateauvieux, cousine .

### Carrière dans le monde des affaires
Jacques de Chateauvieux a opéré une reconversion opportuniste de Bourbon en abandonnant les métiers du sucre au profit de la grande distribution, puis des services maritimes.
Il a par ailleurs été l'un des investisseurs ayant permis la création d'Antenne Réunion, dont il s'est désengagé en 2003 (ou 2004).
De fait, et d'après la presse magazine, Jacques de Chateauvieux était en 2005 la 75e fortune professionnelle de France et la plus importante de l'outre-mer français. En 2006 et 2007, d'après Challenges, il était désormais en 66e position, sa famille et lui ayant vu leur fortune tripler en quatre ans pour atteindre 645 millions d'euros. En 2013, d'après Challenges, sa fortune est estimée à 800 millions d'euros, plaçant ainsi sa famille en 64e position des familles les plus riches de France.
Son parcours professionnel est entaché par une mise en examen pour corruption en 1996 ,. Reconnaissant les faits, il a ensuite posé à genoux en une du journal Le Quotidien de la Réunion pour implorer le pardon des Réunionnais.
Le 23 décembre 2019, croulant sous une imposante dette de 2,7 milliards d'euros, le groupe Bourbon est repris par ses principaux créanciers, notamment les établissements bancaires.